# Joyeuse entrée

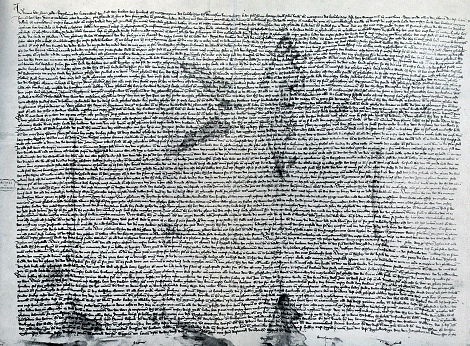
Joyeuse entrée герцогини Жанны и Венцеля Люксембургского, 3 января 1356 года.

Joyeuse entrée (фр. joyeuse entrée, нидерл. Blijde Inkomst; дословно «радостный въезд») — первый официальный мирный визит правителя в средневековый город, обычно сопровождавшийся предоставлением или подтверждением привилегий города.
Под этим именем также известна хартия, на верность которой присягали герцоги брабантские и лимбургские, с 3 января 1356 года.
В основании её лежали законы брабантского герцога Жана II (1312 год); она состояла из 59 статей, к которым Филипп Добрый присоединил три, а Карл V два дополнения. Важнейшие постановления этой хартии направлены были на ограждение старинных привилегий и прав страны, к ограничению монетной регалии государя, к утверждению старинного начала местного государственного права, по которому никто из граждан не мог быть судим вне страны, иностранными судьями и по иностранным законам. 
Последняя статья постановляла, что нарушение хартии освобождает подданных от обязанности повиновения. 
В герцогстве Брабант термин «Радостный вход» также применялся к хартии свобод, которую новый правитель был обязан соблюдать при их официальном первом приеме, относящемся к « Радостному въезду» 1356 года . Одна из функций Совета Брабанта заключалась в обеспечении того, чтобы новое законодательство не противоречило или отменяло свободы, установленные в Радостном въезде. 